# Vida de Balconista
Vida de Balconista é um filme de comédia brasileiro lançado em janeiro de 2009 e dirigido por Cavi Borges e Pedro Monteiro. O filme que tem como ator principal Mateus Solano e possui o mesmo tema da série Mateus, o Balconista. O filme tem distribuição da Original Vídeo. O filme é bastante comparado ao filme de Kevin Smith lançado em 1994, Clerks.

## Enredo
Mateus (Mateus Solano) é um balconista em uma locadora no Rio de Janeiro que recebe seus clientes que não são nada normais. Ele também sonha em ser um grande cineastra, e se espelha em Quentin Tarantino.

## Elenco
- Mateus Solano como Mateus
- Paula Braun como namorada de Mateus
- Miguel Thiré
- Gregório Duvivier como Gregório
- Saulo Rodrigues
- Karine Teles
- Carolina Chalita
- Renata Tobelem
- Juliano Antunes
- Zeli Oliveira como cliente
- Felipe Ruggeri
- Vivana Rocha
- Janaína Moura como cliente
- Alex Teix como cliente
- Álamo Facó como cliente
- Cláudio Amado como cliente
- Fernando Melvin
- Pedro Di Monteiro

## Produção

### Desenvolvimento
Cavi Borges proprietário da locadora Cavídeo no Rio de Janeiro, sonhava em ter um filme com as histórias de uma locadora. Então, a Oi deu aos diretores do filme R$ 2 mil fazer as filmagens do longa. Todos os atores selecionados para o filme, na época, eram integrantes de teatros na cidade do Rio de Janeiro. Segundo Cavi Borges, criador e produtor do filme, os atores achavam que estava sendo filmado episódios da série, o que acabou sendo lançado como filme.
No longa foi usado uma câmera digital com uma lente grande-angular.

### Filmagens
O filme todo foi rodado na locadora Cavídeo, em uma madrugada, durante 10 horas.

## Prêmios e indicações
| Ano  | Prêmio                        | Categoria      | Indicação                    | Resultado | Ref   |
| ---- | ----------------------------- | -------------- | ---------------------------- | --------- | ----- |
| 2010 | Festival de Cinema de Maringá | Melhor Ator    | Mateus Solano                | Venceu    | [ 6 ] |
| 2010 | Festival de Cinema de Maringá | Melhor Direção | Cavi Borges e Pedro Monteiro | Venceu    | [ 6 ] |